# Vracovice (Morávia do Sul)
Vracovice é uma comuna checa localizada na região de Morávia do Sul, distrito de Znojmo.